# أريس بريغز
أريس بريغز (بالإنجليزية: Aris Briggs)‏ هو لاعب كرة قدم أمريكي، ولد في 9 نوفمبر 1996 في ممفيس في الولايات المتحدة. لعب مع Georgia State Panthers men's soccer ‏.